# 福田隆
福田 隆（ふくだ たかし）は、日本の打楽器奏者。指揮者。

## 経歴
熊本県熊本市出身。東京芸術大学音楽学部器楽科打楽器専攻を経て、同大学院修了。
1973年以降、パーカッショングループ72（以後PG72）のメンバーとして打楽器音楽の普及に努め、作品の委嘱、初演等を行う。
1976年以降、NHK交響楽団を始めとする在京のオーケストラ、九州交響楽団、室内楽、現代音楽祭等に打楽器奏者として出演。
1981年、ギリシャのアテネで行われたISCM国際現代音楽祭にPG72のメンバーとして参加。
1982年、熊本に戻り、熊本ユースオーケストラの指揮者に就任。以後、熊本大学フィルハーモニーオーケストラ、九州大学フィルハーモニーオーケストラ、長崎大学管弦楽団、熊本交響楽団、佐賀交響楽団、佐世保市民オーケストラ、長崎交響楽団、福岡市民オーケストラ、久留米市民オーケストラ、福岡OBフィルハーモニーオーケストラ、福岡六本松アンサンブル、JMJ福岡等の指揮者、トレーナーを務める。
1984年、熊本西高等学校創立10周年にあたり『西高太鼓』を創作、指揮。以降、三角町、不知火町、産山町、津奈木町、益城町、白水町、佐賀県有田町、福岡県上陽町、大和町の和太鼓曲、青年江原会江原太鼓、熊本青年会議所熊本城築城太鼓、熊本市消防太鼓等を創作、指揮。
1985年より現在まで毎年、熊本バレエ劇場『くるみ割り人形』を指揮。
1986年第21回熊本県文化懇話会新人賞受賞。同年9月より1987年7月まで国際ロータリー財団奨学生としてベルリン・フィルハーモニー管弦楽団・カラヤンアカデミー留学。ベルリン・フィルハーモニー管弦楽団の全てのリハーサル、コンサート、レコーディングに立ち会うことを許可され、ヘルベルト・フォン・カラヤン、ロリン・マゼール、ダニエル・バレンボイム、ベルナルト・ハイティンク、ジェフリー・テイト、セミヨン・ビシュコフ、クルト・マズア、ジェームズ・レヴァイン、リッカルド・ムーティ、ユーリ・テミルカーノフ、ガリー・ベルティーニ、小澤征爾等の指揮者のリハーサル、レコーディング及びコンサートに学ぶ。平行してベルリンフィルハーモニーオーケストラのティンパニ奏者、オズワルト・フォーグラーからレッスンを受ける。同オーケストラのトランペット奏者、ロベルト・プラットの主催する金管アンサンブル演奏会にティンパニ奏者として出演。
1990年、熊本学園グリーンフィルハーモニックオーケストラの発足と同時に指揮者に就任。
1992年、東京都民芸術祭東京シティバレエ『くるみ割り人形』を指揮。
1993年、熊本市「ひと造り基金」を得てザルツブルク・モーツァルテウム・オルフ研究所留学。
1988年、1992年、1994年、1997年、1998年に打楽器リサイタルを開催している。

## 現職
大分県立芸術文化短期大学音楽科教授を経て、現在国立音楽大学音楽学部教授。西日本打楽器協会理事長。長崎大学管弦楽団客演指揮者。